# Ursula Burns
Ursula M. Burns (New York, 20 settembre 1958) è una manager statunitense, presidente e amministratore delegato di VEON  dalla fine del 2018 all'inizio del 2020 dopo essere stata dal 2009 al 2016 amministratore delegato di Xerox Corporation e presidente di Xerox dal 2010 al 2017.
Secondo Forbes, ha occupato nel 2016 il 34º posto tra le donne più potenti del mondo e nel 2018 risulta tra le prime 50 donne più potenti nel settore tecnologico..

## Biografia
Allevata da una madre single nelle Baruch Houses, un progetto di edilizia residenziale di New York, entrambi i genitori erano immigrati panamensi.  Frequenta la Cathedral High School, una scuola cattolica di sole ragazze sulla East 56th Street a New York,  si laurea in ingegneria meccanica presso il Brooklyn Polytechnic Institute (ora New York University Tandon School of Engineering) nel 1980 e ottiene un master in ingegneria meccanica presso la Columbia University un anno dopo.
Ursula Burns inizia a lavorare in Xerox nel 1980 con uno stage estivo. Viene assunta un anno più tardi, dopo aver conseguito il master. Lavora in diversi ruoli e per diversi prodotti. La sua carriera subisce un'inaspettata impennata quando nel gennaio 1990 diventa assistente di Wayland Hicks, senior executive. Nel giugno del 1991 è assistente esecutivo dell'allora presidente e amministratore delegato Paul Allaire, nel 1999 è nominata vice presidente per la produzione globale, nel maggio 2000 diventa vice presidente senior dei servizi strategici aziendali iniziando a lavorare a stretto contatto con la persona che di lì a poco sarebbe diventata CEO, Anne Mulcahy.
Nel 2007 Burns assume il ruolo di presidente di Xerox, nel luglio 2009 è nominata CEO, succedendo alla Mulcahy, che rimane presidente fino al maggio 2010. Non solo è la prima donna di colore CEO ad essere capo di una società Fortune 500, Burns è anche la prima donna a succedere a un'altra donna come capo di una società Fortune 500. Poco dopo guida l'acquisizione di Affiliati Computer Services e nel 2016 divide Xerox in due società indipendenti: Xerox Corporation e Conduent Incorporated. Nominata presidente della società autonoma di tecnologia dei documenti nel dicembre 2016 Burns lascia la guida dell'azienda a Jeff Jacobson mantenendo il ruolo di presidente fino a maggio 2017.
Nel luglio 2017 è nominata presidente di VEON, la multinazionale delle telecomunicazioni controllata dalla società olandese LetterOne del magnate russo Mikhail Fridman per diventare nel 2018 anche amministratore delegato. Ha lasciato all'inizio del 2020.

## Altre attività
Nel 2009 il presidente degli Stati Uniti, Barack Obama, ha nominato Burns per guidare il programma nazionale STEM della Casa Bianca,  rimanendo leader del programma STEM fino al 2016. Nel marzo 2010 Obama l'ha anche nominata vicepresidente del President's Export Council,  che ha guidato dal 2015 al 2016.
Collabora (o ha collaborato) per diverse società, tra cui American Express, Boston Scientific, FIRST, National Association of Manufacturers, Università di Rochester e la MIT Corporation. È diventata consulente di Teneo nel giugno 2017, è entrata nel settembre 2017 nel consiglio di Uber, nell'aprile 2018 è entrata a far parte del consiglio d'amministrazione della società di bevande Diageo.

## Riconoscimenti
Ha ottenuto lauree ad honorem dalla New York University, Williams College, dall'Università della Pennsylvania, Howard University, Rensselaer Polytechnic Institute,  City College di New York, Rochester Institute of Technology (RIT), l'Università di Rochester, Xavier University e Georgetown University.

## Opere
Burns ha pubblicato un libro di memorie, Where You Are Not Is Not Who You Are: A Memoir, nel 2021.

## Vita privata
Ursula Burns è stata sposata con  Lloyd Bean fino alla sua morte nel 2019. Anche lui aveva  lavorato in Xerox. Vive a Rochester, New York. Ha una figlia, Melissa (n. 1992) e un figlio adottivo, Malcolm (n. 1989) che ha frequentato il MIT. Burns è stata una dei principali donatori della McQuaid Jesuit High School di New York.